# Rhopalimorpha
Rhopalimorpha is een geslacht van wantsen uit de familie van de Acanthosomatidae (Kielwantsen). Het geslacht werd voor het eerst wetenschappelijk beschreven door Dallas in 1851.

## Soorten
Het genus bevat de volgende soorten:

- Rhopalimorpha alpina Woodward, 1953
- Rhopalimorpha humeralis Walker, 1867
- Rhopalimorpha lineolaris Pendergrast, 1950
- Rhopalimorpha obscura Dallas, 1851